# 알베스타시

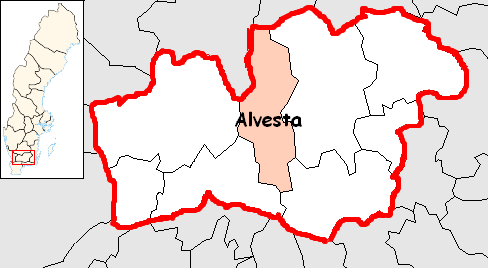
알베스타 시의 위치

알베스타시(스웨덴어: Alvesta kommun)는 스웨덴 크로노베리주에 위치한 지방 자치체로 행정 중심지는 알베스타이며 면적은 1,074.26km2, 인구는 19,850명(2016년 12월 31일 기준), 인구 밀도는 18명/km2이다.

시 문장